# AIR House
AIR House je energeticky soběstačný dům, který navrhl a postavil tým studentů a mladých akademiků české školy ČVUT pro studentskou soutěž U.S. Department of Energy Solar Decathlon 2013, který se konal v Kalifornii. Zde byla stavba oceněna v několika kategoriích desetiboje. Po skončení soutěže byl dům rozebrán a dopraven zpět do Prahy, kde od roku 2014 do roku 2022 sloužil jako Informační centrum ČVUT.

## Autoři

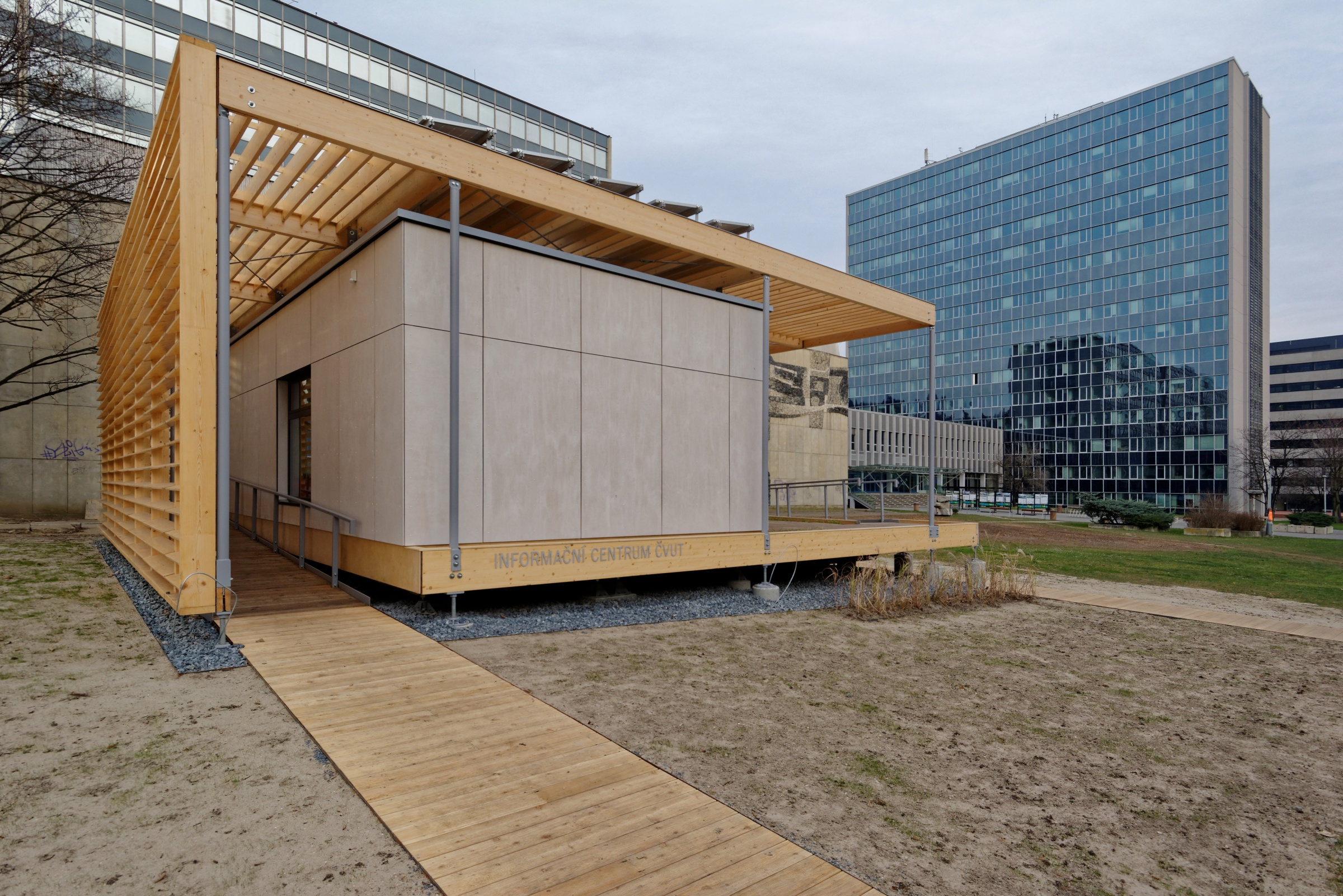
AIR House – boční pohled

Projekční a realizační tým se skládal z příslušníků několika fakult ČVUT. Vedle fakulty architektury a fakulty stavební to byly: fakulta dopravní, fakulta elektrotechnická, fakulta strojní a Univerzitní centrum energeticky efektivních budov (UCEEB). Dále se na projektu podíleli studenti VŠUP a Univerzity Karlovy.

## Dům
Dům je navržen jako rekreační obydlí pro dvoučlennou rodinu, které se po odchodu majitelů do důchodu může stát trvalým obydlím.
Návrh stavby vychází z konceptu "dům v domě" a je tvořen dvěma vrstvami. První vrstvou je samotný dům ve tvaru písmene L, obložený termoizolačními deskami. Skládá se z obytného prostoru, ke kterému kolmo přiléhá technologický box. Na čelní, prosklenou stěnu obytné místnosti navazuje prostorná terasa. Druhou vrstvu tvoří dřevěná pergola, která obklopuje dům ze dvou stran a zároveň dům i terasu zastřešuje. Pergola je zhotovena z lamel ze smrkového masivu zasazených do ocelových rámů a zavětrovaných ocelovými lany. Stíní a zmírňuje tepelnou zátěž obytného domu.
Interiér obytné místnosti je vybaven vestavěným dřevěným nábytkem a poskytuje prostor pro spaní, odpočinkovou zónu a jídelní kout. Kuchyň, hygienické zařízení, technická místnost a úložný prostor pro kola, nářadí apod. jsou umístěny v technologickém boxu. Ten je přístupný též z verandy a v jedné jeho části je zabudována malá letní kuchyň.
Plnou energetickou soběstačnost stavby zajišťují použité moderní technologie: fotovoltaický systém pro zajištění elektrické energie, vzduchotechnická soustava s rekuperací tepla pro zajištění optimální výměny vzduchu, systém solárních kolektorů, sloužících k ohřevu vody a přitápění, kořenová bio čistička odpadních vod a systém úspory vody. Veškeré technologie v domě jsou monitorovány a řízeny jednoduchým systémem měření a regulace. Tepelná pohoda je zajištěna systémem sálavého vytápění a chlazení, kontrolovaného automatizační stanicí. V objektu je instalováno stmívatelné LED osvětlení, reagující na intenzitu slunečního světla. Kromě přístupové cesty je vstup do domu zajištěn bezbariérovou rampou.

## Ocenění
V soutěži Solar Decathlon 2013 obdržela stavba tato ocenění:
- 1. místo v disciplínách Architektura a Energetická bilance,
- 2. místo v Technice,
- 3. místo v disciplínách Atraktivita pro trh, Komfort a Teplá voda.[3]

V celkovém hodnocení pak 3. místo
AIR House dále obdržel ocenění v soutěži E.ON Energy Globe Award ČR 2014 ("Ekologický Oskar"), kde projekt získal první cenu v kategorii Mládež.